# جون إل. كرين
جون إل. كرين (بالإنجليزية: John L. Crain)‏ هو عازف بيانو أمريكي، ولد في 1960 في فرانكلينتون في الولايات المتحدة.